# 奈良県立奈良養護学校
奈良県立奈良養護学校（ならけんりつ ならようごがっこう）は、奈良県奈良市七条町にある県立特別支援学校。肢体不自由者を教育対象とする。
奈良県立奈良養護学校については奈良県総合医療センター跡地（奈良市平松1丁目）に移転する計画がある。なお、東大寺に整肢園分校があったが、2017年3月に閉校した。

## 学部
- 小学部
- 中学部
- 高等部

## 校訓
- 「明朗」明るくて強い子
- 「自立」自分でやりとおせる子
- 「友愛」助け合う心豊かな子